# Jonestown (Guyana)
Jonestown va ser el nom informal del Projecte agrícola del Temple del Poble, un assentament remot establert pel Temple del Poble, una secta estatunidenca liderada per Jim Jones, al nord-oest de la Guaiana. Va ser internacionalment quan, el 18 de novembre de 1978, es van suïcidar en massa el total el 918 persones que vivien a l'assentament.
El suïcidi col·lectiu dels habitants de l'assentament va ser per intoxicació per cianur, en un esdeveniment anomenat "suïcidi revolucionari" per líder Jim Jones en unes cintes d'àudio que es van enregistrar. Les intoxicacions a Jonestown van seguir amb l'assassinat de cinc persones a Port Kaituma, inclòs el congressista dels Estats Units d'Amèrica Leo Ryan, per ordre del líder Jim Jones.
Els termes emprats per descriure les morts a Jonestown i Georgetown van evolucionar amb el pas del temps. Molts mitjans de comunicació contemporanis relaten després que es van suïcidar en un suïcidi massiu. En canvi, la majoria de fonts actuals es refereixen a les morts amb termes com assassinat en massa, suïcidi, massacre, o simplement assassinat en massa. Setanta o més individus a Jonestown van rebre un verí i un terç de les víctimes (304) eren menors. Als guàrdies, armats amb canons i ballestes, se'ls havia ordenat disparar a aquells que fugien de Jonestown, mentre Jim Jones feia pressió a la població perquè se suïcidés.
Jonestown va causar la pèrdua més gran de civils estatunidencs en un acte deliberat fins a l'11 de setembre del 2001.